# Stari Bar
A montenegrói Stari Bar (magyarul Régi Bar) romváros az Adriai-tenger partjától, a kikötővárosként és turistacentrumként működő modern Bartól 5 kilométerre keletre, a Rumija-hegység lábánál terül el. A romváros környékén, Stari Bar közigazgatási területén a 2003-as adatok szerint nagyjából 1800-an élnek.

## Története

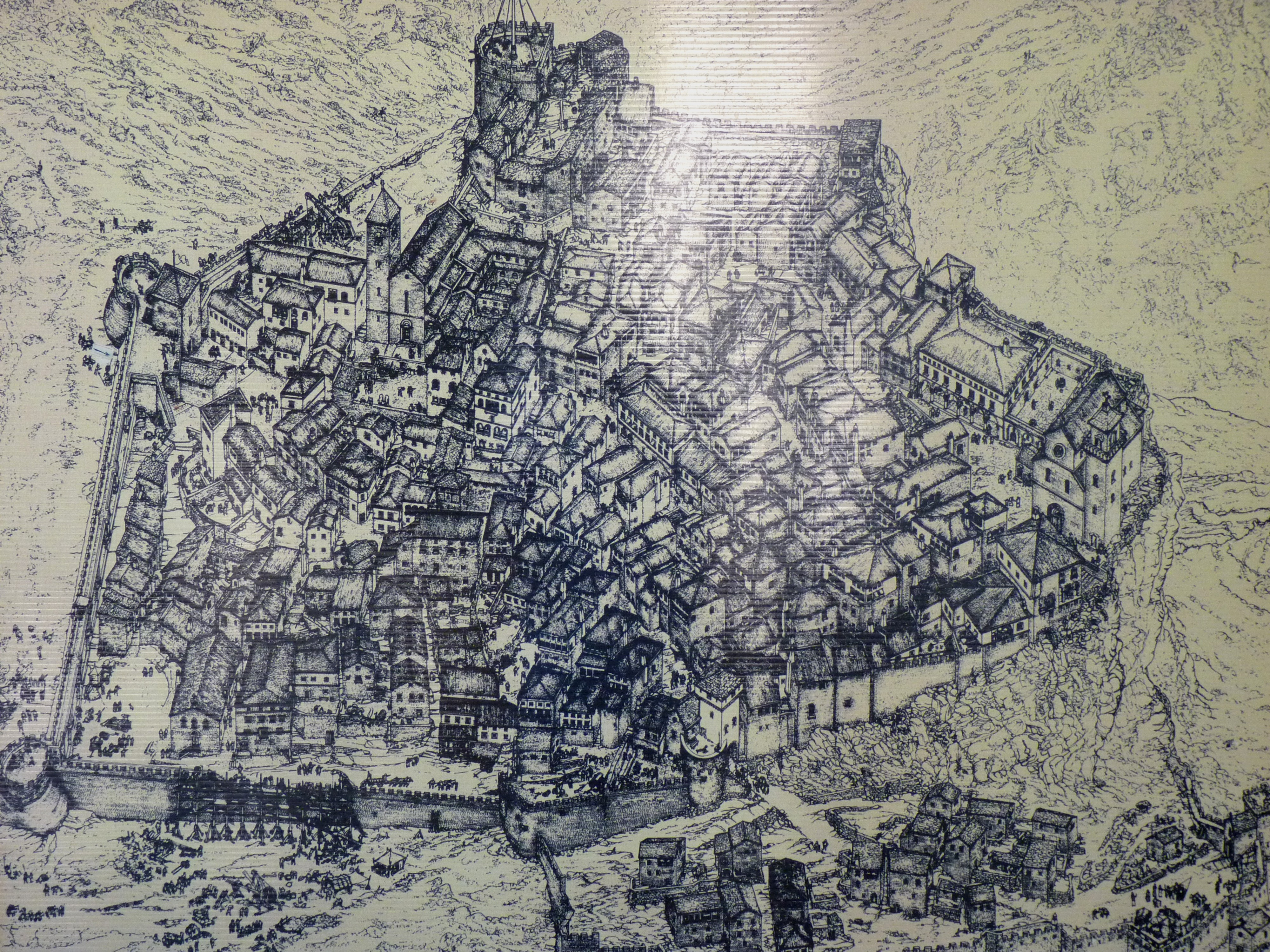
a korabeli Stari Bar ábrázolása

A helyszínen talált kerámia- és fémleletek szerint i. e. 800-ban már lakták a területet, valószínűleg valamely illír törzs. A városkát öt évszázaddal később, a kelet-adriai partvidék római megszállásának idején lerombolták. A régészeti feltárások azt mutatják, hogy a rómaiak nem használták a települést, helyette inkább új várost építettek a tengerparthoz közel.
A 6. században, I. Iusztinianosz bizánci császár uralkodása alatt új, erődítménnyel megerősített város épült a régi illír település romjain. A 10. században, VII. Kónsztantinosz bizánci császár idejében Antibáriumnak nevezték a várost, ugyanis a tenger túlpartján található az itáliai Bari. A következő században a terület a parti szláv állam része, fontos politikai és gazdasági központja lett az adriai partvidéknek.
1089-ben a város prímási székhely lett. A Velencei Köztársaság 1443-ban leigázta a várost, majd 1571-ben a törökök foglalták el. 1878-ban Montenegró része lett, majd az évtizedek során elnéptelenedett. Szerepét a gyorsan fejlődő parti város vette át.

## A romváros

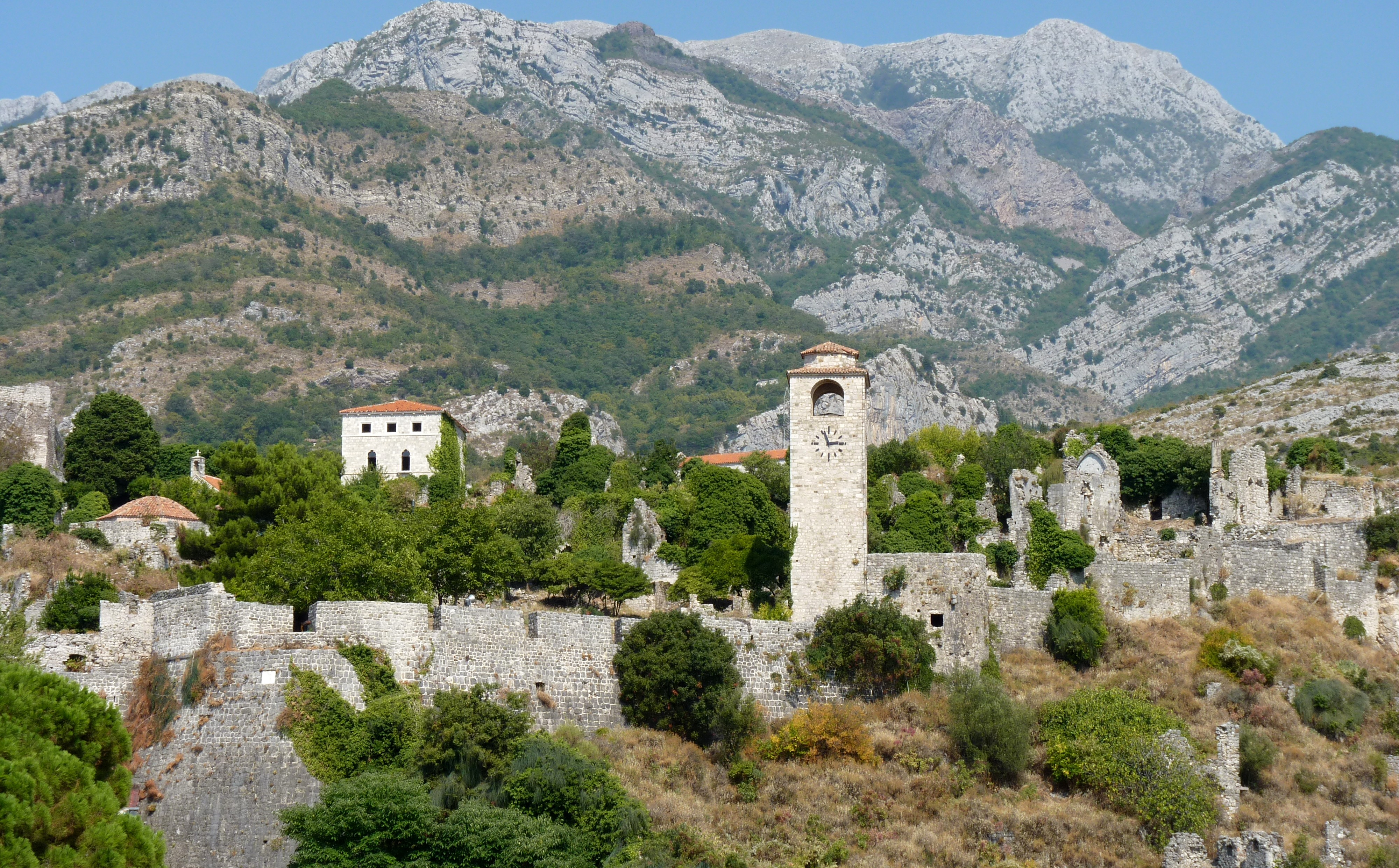
A romváros alsó része

A romváros legősibb részét II. Jusztinianosz bizánci császár építtette, de egyes elemek valószínűleg az 5. századból származnak. A jó állapotban megmaradt felső erődöt a második világháborúban börtönnek használták a megszállók.
Ma már csak az alapjai állnak a város védőszentjéről, Szent Györgyről elnevezett, román stílusban épült templomnak, amelyet a 17. században mecsetté alakítottak át, majd 1882-ben megsemmisült egy lőporrobbanásban. Két másik, a 14. században épült templom valamivel jobb állapotban vészelte át az évszázadokat, de belőlük is csak romos, düledező falak maradtak. A város nyugati részén állnak a volt ferences kolostorhoz tartozó templom maradványai. A falakon nagyon rossz állapotban fennmaradt freskótöredékek láthatók.
Jó állapotban maradt fenn az óratorony, valamint egy 18. századi török gőzfürdő. Szintén megkímélte az idő a településhez vezető akvaduktot, amelynek tövében ma lakóházak állnak.

## Megközelítés
Stari Bar mindössze öt kilométerre fekszik a modern parti várostól, Bartól, így autóval vagy akár gyalog is könnyen megközelíthető. A romváros reggel 8 és este 8 óra között látogatható, a belépő három euróba kerül egy felnőtt látogató részére, és egyben a gyerekeknek.

## Galéria

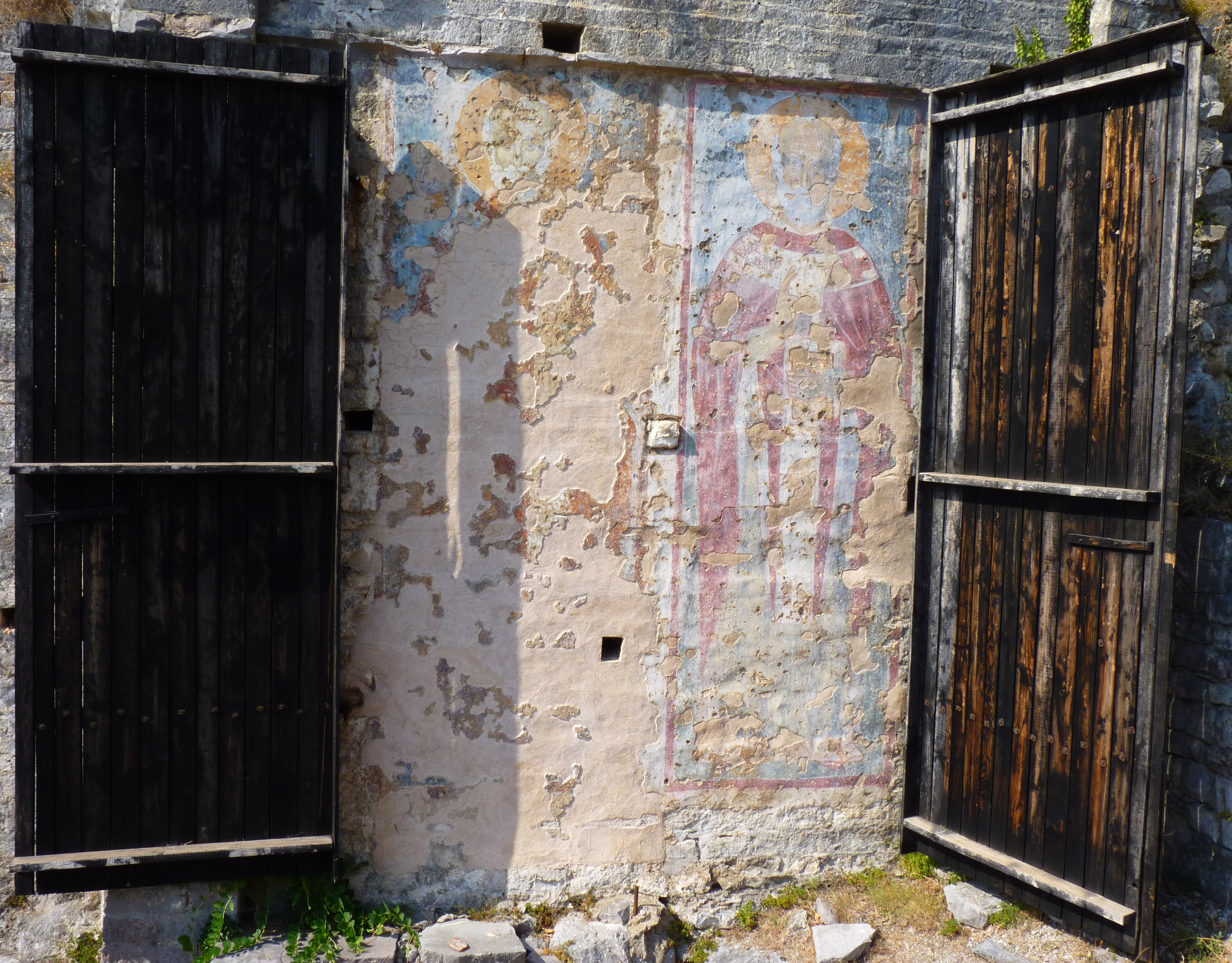
Freskótöredékek
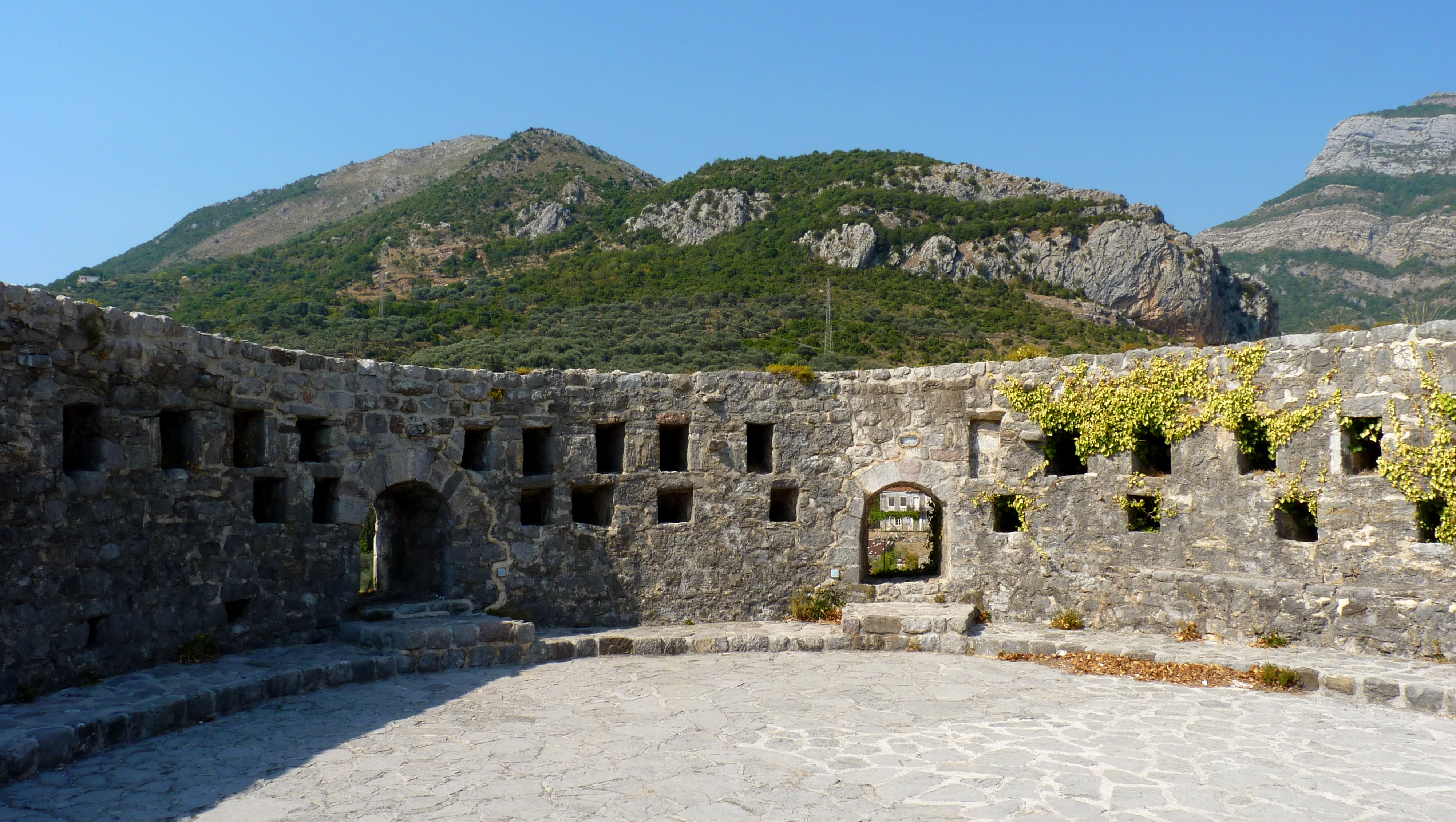
A felső vár bástyája lőrésekkel
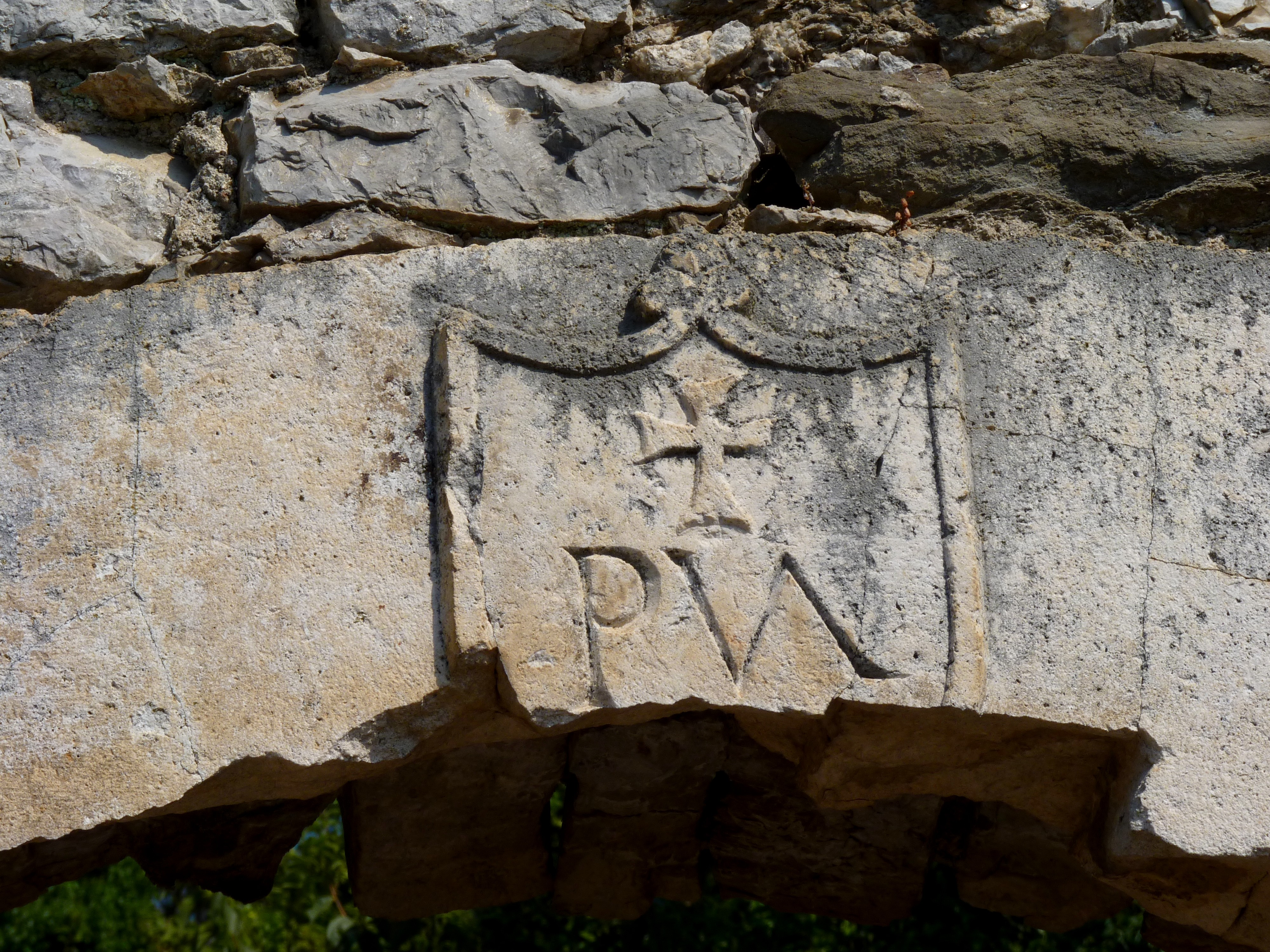
Faragott betűk egy egykori bejárat felett
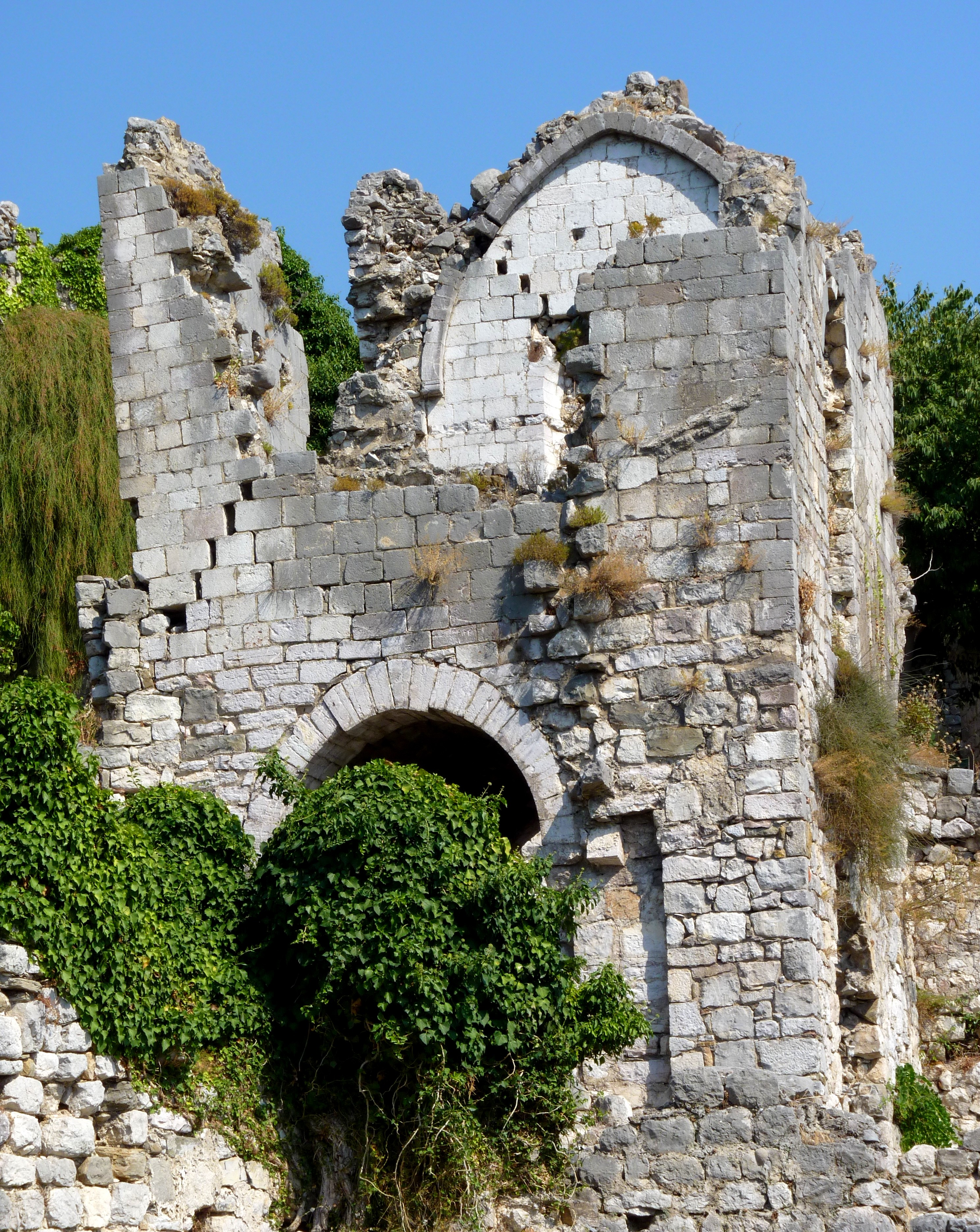
Omladozó falak
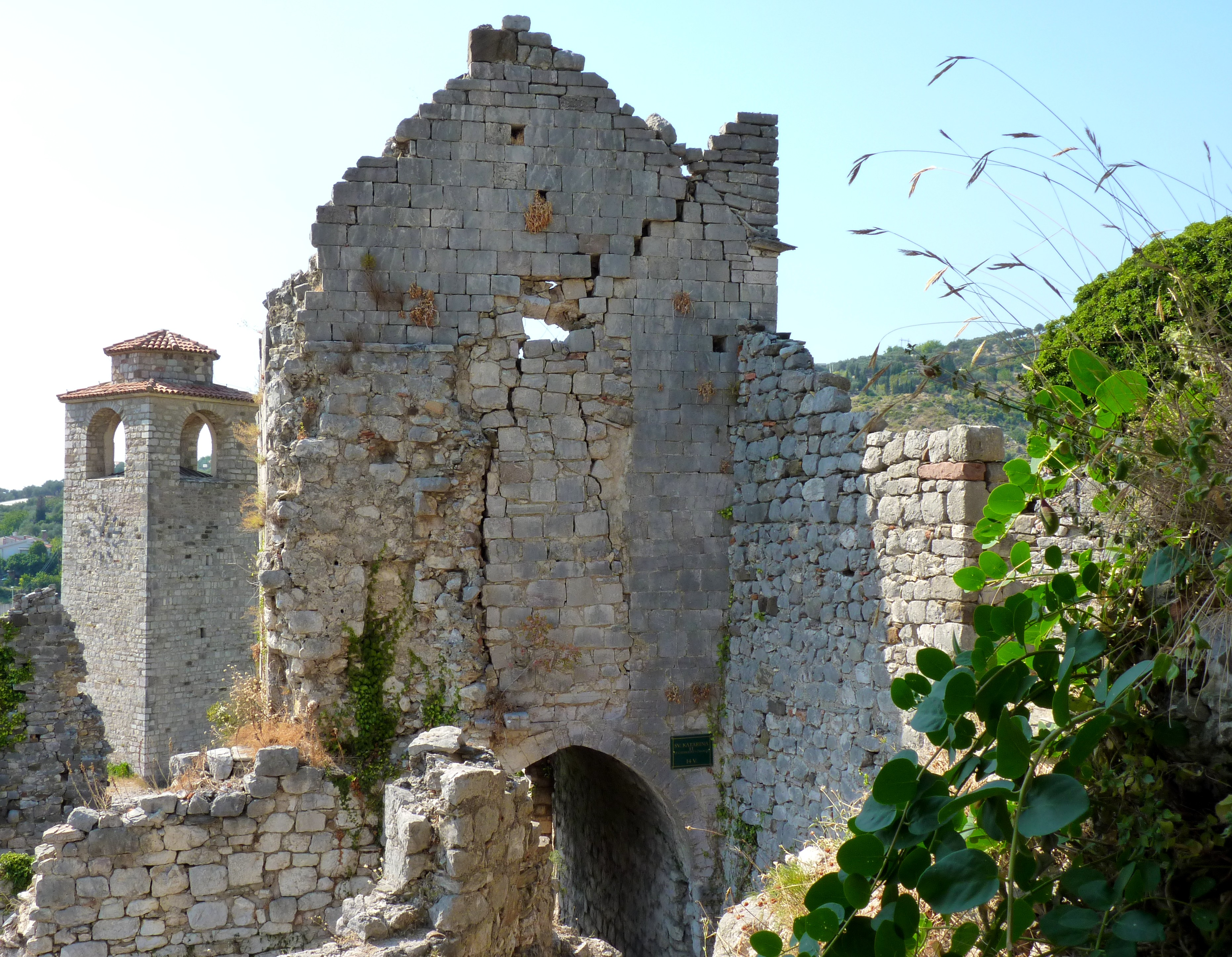
A háttérben az óratorony
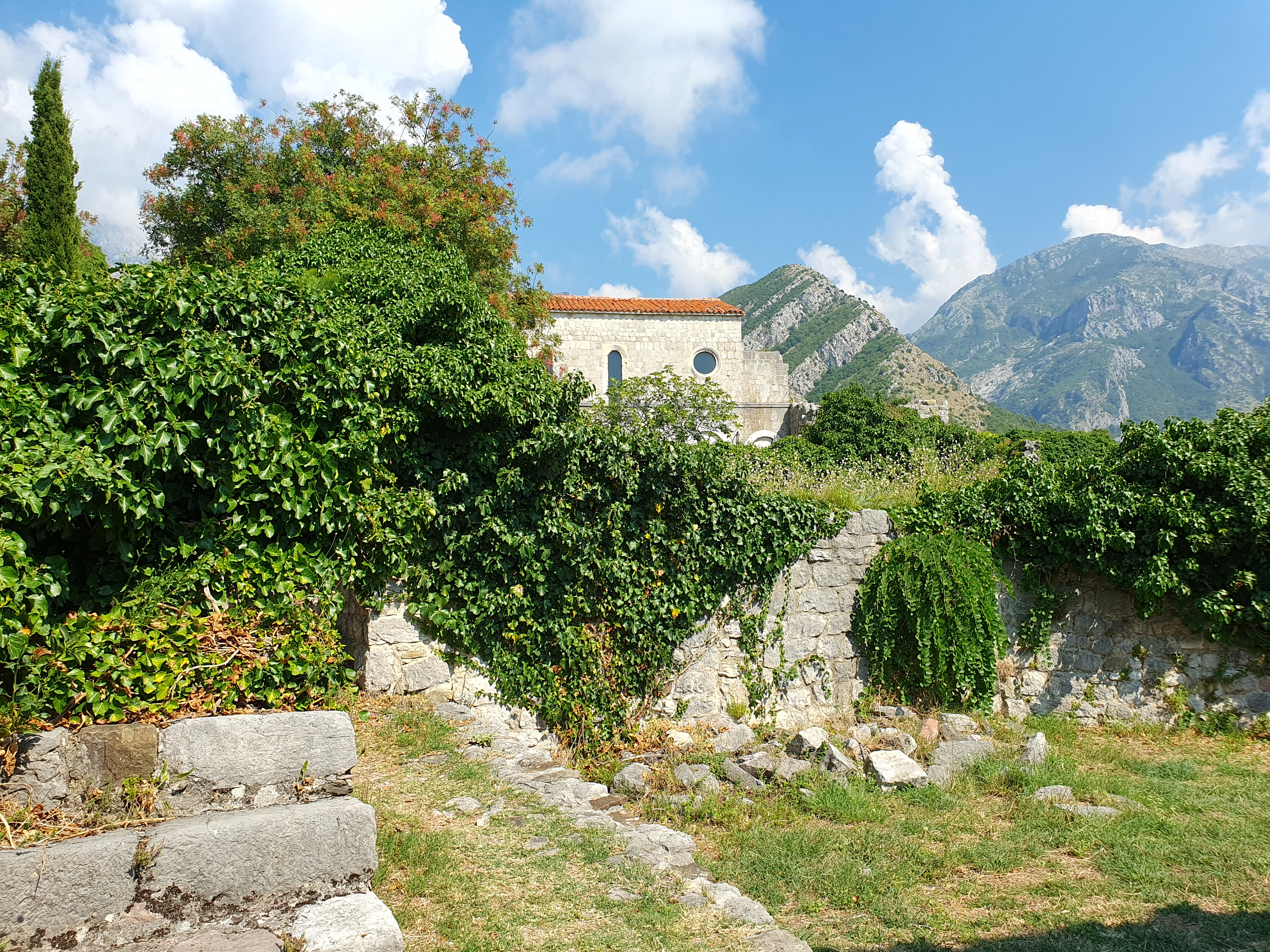
Szent Veneranda templom
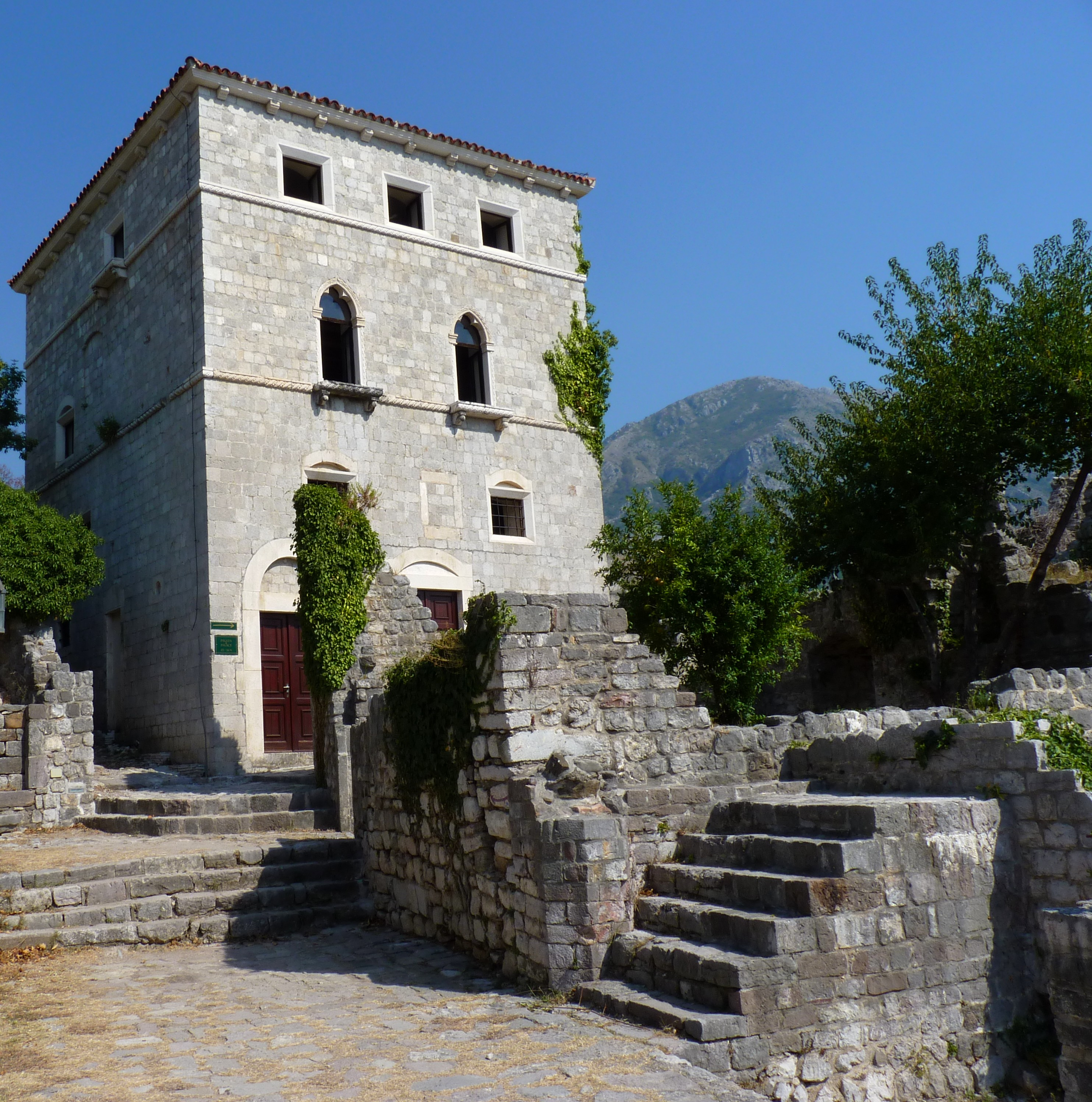
A kevés renovált épület egyike
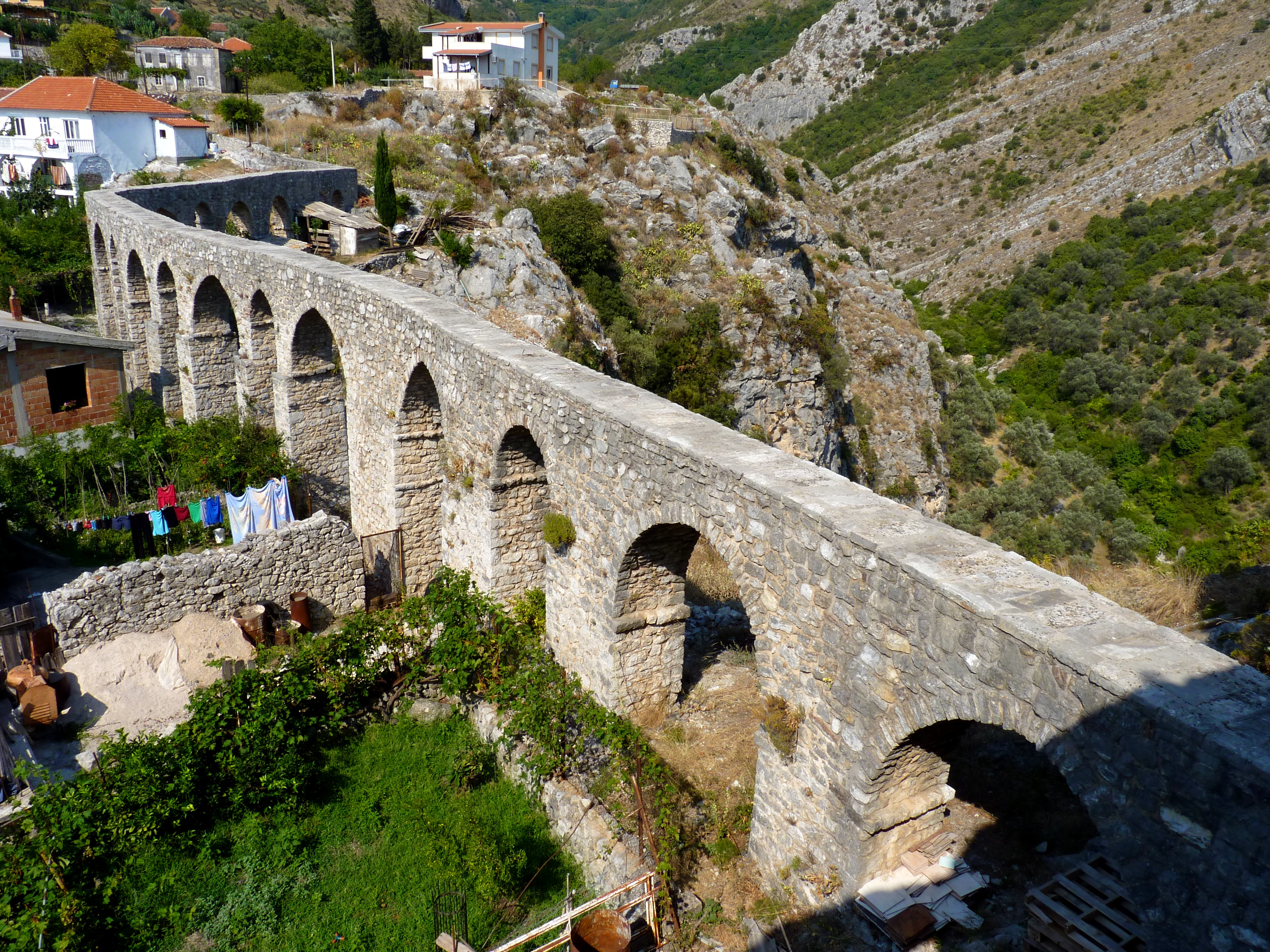
A városba vezető akvadukt
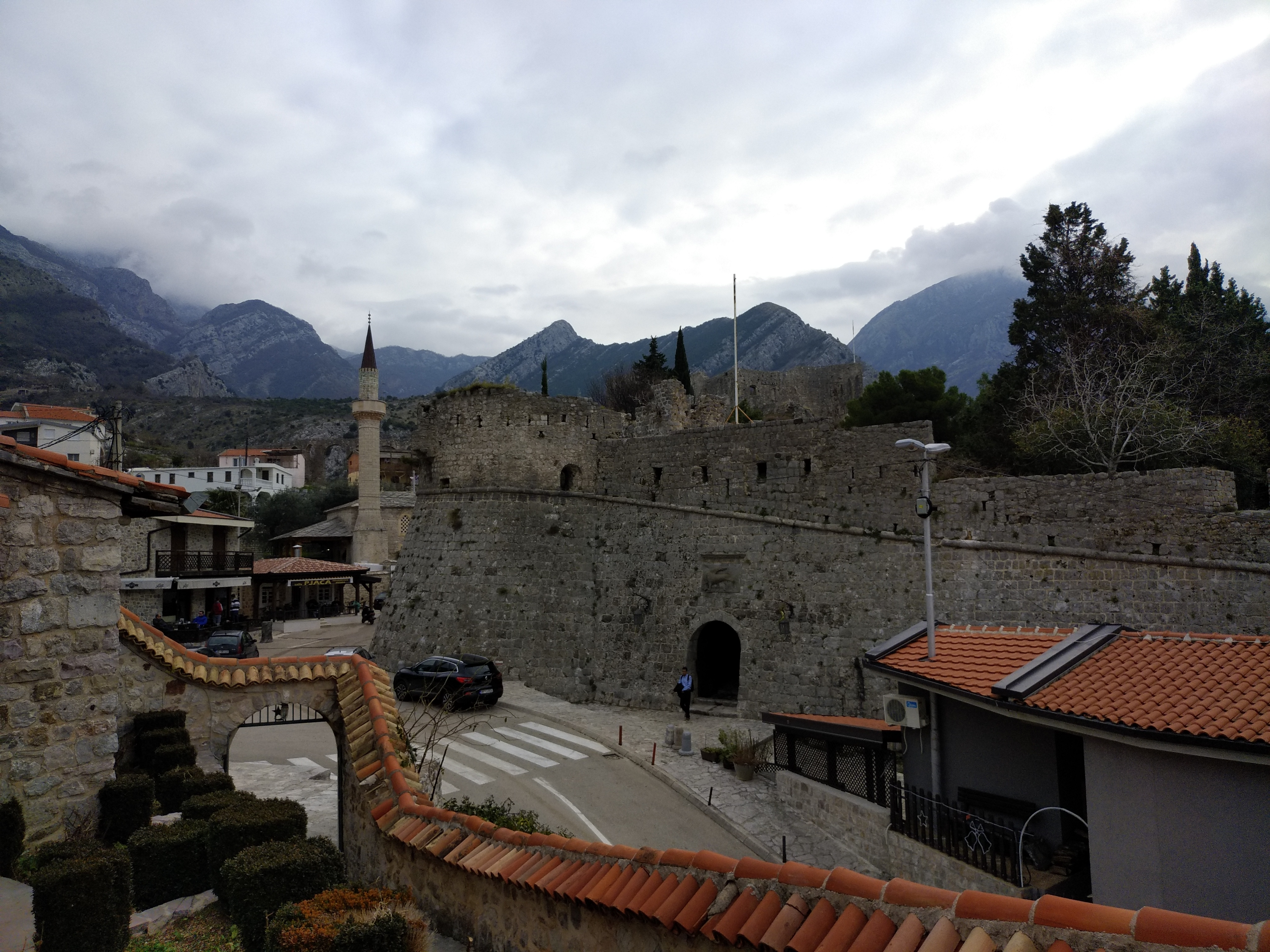
Az óvárosi vár bejárata